# The Fighting 69½th
Pour plus de détails, voir Fiche technique et Distribution.
The Fighting 69½th est un court métrage d'animation américain de la série Merrie Melodies, réalisé par Friz Freleng, sorti en 1941.

## Fiche technique
- Titre : The Fighting 69½th
- Réalisation : Friz Freleng
- Scénario : Jack Miller
- Montage : Treg Brown
- Musique : Carl W. Stalling
- Producteur : Leon Schlesinger
- Sociétés de production : Leon Schlesinger Studios
- Sociétés de distribution : Warner Bros
- Pays d'origine :  États-Unis
- Format : Couleur (Technicolor) — 35 mm — 1,37:1 — Son : Mono
- Genre : Film d'animation, Comédie
- Durée : 7 minutes
- Dates de sortie :
  -  États-Unis :  18 janvier 1941

## Distribution
- Mel Blanc : Fourmi noire / Capitaine de la fourmi rouge / Général de la fourmi noire (voix)
- Kent Rogers : Fourmi Rouge, Général Fourmi Rouge (voix)
- The Sportsmen Quartet : Chanteurs (voix) (non crédités)